# Ingeniería molecular
La ingeniería molecular es un campo emergente de estudio relacionado con el diseño y la prueba de propiedades moleculares, el comportamiento y las interacciones con el fin de ensamblar mejores materiales, sistemas y procesos para funciones específicas. Este enfoque, en el cual las propiedades observables de un sistema macroscópico están influenciadas por la alteración directa de una estructura molecular, cae dentro de la categoría más amplia de diseño de "abajo hacia arriba". 

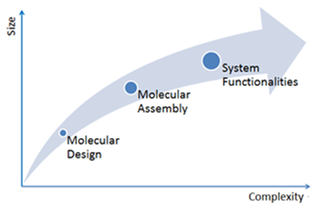
La ingeniería molecular se ocupa de los esfuerzos de desarrollo de materiales en tecnologías emergentes que requieren enfoques rigurosos de diseño molecular racional hacia sistemas de alta complejidad.

La ingeniería molecular, es altamente interdisciplinaria por naturaleza, abarca  aspectos de ingeniería química, ciencia de los materiales, bioingeniería, ingeniería eléctrica, física, ingeniería mecánica y química. También hay un considerable solapamiento con la nanotecnología, en la que ambos están preocupados por el comportamiento de los materiales en la escala de nanómetros o menos. Dada la naturaleza altamente fundamental de las interacciones moleculares, hay una gran cantidad de áreas de aplicación potenciales, limitadas tal vez solo por la imaginación y las leyes de la física. Sin embargo, algunos de los primeros éxitos de la ingeniería molecular se han dado en los campos de la inmunoterapia, la biología sintética y la electrónica imprimible (ver más abajo: Aplicaciones de la ingeniería molecular).
La ingeniería molecular es un campo dinámico y en evolución con problemas de objetivos complejos; los avances requieren ingenieros sofisticados y creativos que estén familiarizados con todas las disciplinas. Una metodología de ingeniería racional que se basa en principios moleculares contrasta con los enfoques generalizados de prueba y error comunes en todas las disciplinas de ingeniería. En lugar de basarse en correlaciones empíricas bien descritas pero poco entendidas entre la composición de un sistema y sus propiedades, un enfoque de diseño molecular busca manipular las propiedades del sistema directamente utilizando una comprensión de sus orígenes químicos y físicos. Esto a menudo da lugar a materiales y sistemas fundamentalmente nuevos, que son necesarios para abordar las necesidades pendientes en numerosos campos, desde la energía hasta la asistencia sanitaria y la electrónica. Además, con la mayor sofisticación de la tecnología, los enfoques de prueba y error a menudo son costosos y difíciles, ya que puede ser difícil dar cuenta de todas las dependencias relevantes entre las variables en un sistema complejo. Los esfuerzos de ingeniería molecular pueden incluir herramientas computacionales, métodos experimentales o una combinación de ambos.

## Historia
La ingeniería molecular fue mencionada por primera vez en la literatura de investigación en 1956 por Arthur R. von Hippel, quien la definió como "... un nuevo modo de pensar sobre problemas de ingeniería. En lugar de tomar materiales prefabricados y tratar de diseñar aplicaciones de ingeniería consistentes con sus propiedades macroscópicas, uno construye materiales a partir de sus átomos y moléculas para el propósito en cuestión ". Este concepto se hizo eco en la conferencia seminal de Richard Feynman’s de 1959, There's Plenty of Room at the Bottom,que se considera ampliamente como el nacimiento de algunas de las ideas fundamentales del campo de la nanotecnología. A pesar de la temprana introducción de estos conceptos, no fue hasta mediados de la década de 1980 con la publicación de Engines of Creation: The Coming Era of Nanotechnology por Drexler que los conceptos modernos de la ciencia a escala nanométrica y molecular comenzaron a crecer en la conciencia del público. 
El descubrimiento de las propiedades conductoras de electricidad en el poliacetileno por Alan J. Heeger en 1977 abrió efectivamente el campo de la electrónica orgánica, que ha demostrado ser fundamental para muchos esfuerzos de ingeniería molecular. El diseño y la optimización de estos materiales han dado lugar a una serie de innovaciones que incluyen diodos emisores de luz orgánicos y células solares flexibles. 

## Aplicaciones
El diseño molecular ha sido un elemento importante de muchas disciplinas académicas, incluidas la bioingeniería, la ingeniería química, la ingeniería eléctrica, la ciencia de los materiales, la ingeniería mecánica y la química. Sin embargo, uno de los desafíos actuales es reunir la masa crítica de mano de obra entre las disciplinas para abarcar el campo desde la teoría del diseño hasta la producción de materiales, y desde el diseño del dispositivo hasta el desarrollo del producto. Por lo tanto, si bien el concepto de ingeniería racional de la tecnología de abajo hacia arriba no es nuevo, aún está lejos de ser ampliamente traducido en esfuerzos de I&D. 
La ingeniería molecular se usa en muchas industrias. Algunas aplicaciones de tecnologías donde la ingeniería molecular juega un papel fundamental:

### Productos de consumidor
- Superficies de antibióticos (por ejemplo, incorporación de nanopartículas de plata o péptidos antibacterianos en recubrimientos para prevenir la infección microbiana)[3]
- Cosméticos (por ejemplo, modificación reológica con moléculas pequeñas y surfactantes en champú)
- Productos de limpieza (por ejemplo, nanoplata en detergente para ropa)
- Productos electrónicos de consumo (pantallas orgánicas de diodos emisores de luz (OLED))
- Ventanas electrocrómicas (por ejemplo, ventanas en el Dreamliner 787)
- Vehículos con emisiones cero (por ejemplo, pilas / pilas de combustible avanzadas)
- Superficies autolimpiantes (por ejemplo, súperrevestimientos superficiales hidrófobos)

### El aprovechamiento de la energíayde almacenamiento
- Baterías de flujo - moléculas sintetizadas para electrolitos de alta densidad de energía y membranas altamente selectivas en sistemas de almacenamiento de energía a escala de red.[4]
- Batería de ion de litio - creación de moléculas nuevas para usar como aglutinantes de electrodos, electrolitos, aditivos electrolíticos o incluso para el almacenamiento de energía directamente a fin de mejorar la densidad energética (utilizando materiales como grafeno, nanovarillas de silicio y batería de litio), densidad de potencia, ciclo vida y seguridad.[5][6][7][8][9][10][11]
- Célula fotoeléctrica - Desarrollo de nuevos materiales para ser más eficientes y económicas las células solares incluyendo lo orgánico , celda solar de punto cuántico o perovskite-basada en energía solar fotovoltaica.
- Desdoblamiento fotocatalítico del agua - Mejora de la producción de hidrógeno combustible mediante energía solar y materiales catalíticos avanzados como las nanopartículas semiconductoras.

### Ingeniería medioambiental
- Desalinización del agua (por ejemplo, membranas nuevas para la eliminación de iones, de bajo costo altamente eficiente [12])
- Remediación del suelo (por ejemplo, nanopartículas catalíticas que aceleran la degradación de contaminantes del suelo de larga vida, como compuestos orgánicos clorados[13])
- Secuestro de carbono (por ejemplo, nuevos materiales para la adsorción de CO2[14])

### Inmunoterapia
- Las vacunas basadas en péptidos (por ejemplo, ensambles macromoleculares de péptidos anfifílicos inducen una respuesta inmune robusta)[15]

### Biología sintética
- CRISPR -técnica de edición de genes más rápida y eficiente
- Suministro de genes/Terapia génica - diseño de moléculas para administrar genes modificados o nuevos en células de organismos vivos para curar trastornos genéticos
- Ingeniería metabólica - modificación del metabolismo de organismos para optimizar la producción de sustancias químicas (por ejemplo, genómica sintética)
- Ingeniería de proteínas - alteración de la estructura de las proteínas existentes para permitir nuevas funciones específicas o la creación de proteínas completamente artificiales

## Las técnicas y los instrumentos utilizados
Los ingenieros moleculares utilizan herramientas e instrumentos sofisticados para realizar y analizar las interacciones de las moléculas y las superficies de los materiales a escala molecular y nanométrica. La complejidad de las moléculas que se introducen en la superficie es cada vez mayor, y las técnicas utilizadas para analizar las características de la superficie a nivel molecular cambian y mejoran constantemente. Mientras tanto, los avances en computación de alto rendimiento han ampliado enormemente el uso de la simulación por ordenador en el estudio de sistemas a escala molecular.

### Aproximaciones computacionales y teóricas

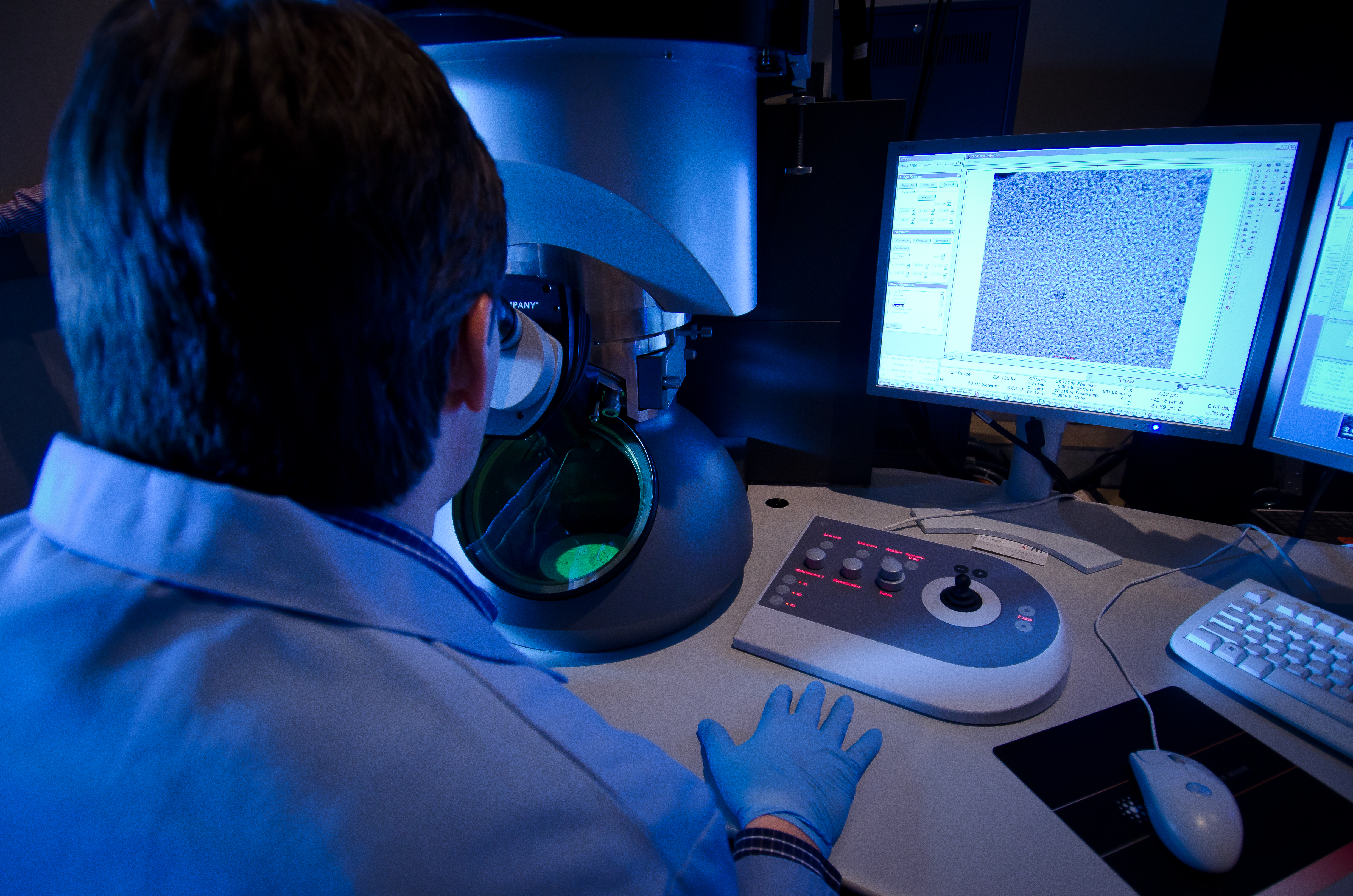
Un científico de EMSL que usa el microscopio electrónico de transmisión ambiental en Pacific Northwest National Laboratory. El ETEM proporciona capacidades in situ que permiten obtener imágenes de resolución atómica y estudios espectroscópicos de materiales en condiciones de funcionamiento dinámicas. A diferencia del funcionamiento tradicional de TEM bajo alto vacío, el ETEM de EMSL permite obtener imágenes en entornos gaseosos y de alta temperatura.

- Química computacional
- Informática de rendimiento alto
- Dinámica molecular
- Modelado molecular
- Mecánica estadística
- Química teórica

### Microscopia
- Microscopio de fuerza atómica (MFA)
- Microscopio electrónico de barrido  (MEB)
- Microscopio electrónico de transmisión (MET)

### Caracterización molecular
- Dispersión dinámica de luz (DDL)
- MALDI-TOF
- Espectroscopia de resonancia magnética nuclear (RMN)
- Cromatografía de exclusión de la medida (SEC)

### Espectroscopia
- Elipsometría
- 2D radiografía de difracción (XRD)
- Espectroscopia Raman

### Ciencia de superficie
- Resplandor De Descarga De Espectrometría De Emisión Óptica
- Tiempo de Vuelo Espectrometría de Masas de Iones Secundarios (ToF-SIMS)
- Espectroscopía fotoelectrónica de Rayos X (XPS)

### Métodos sintéticos
- La síntesis de ADN
- Síntesis de nanopartículas
- Síntesis orgánica
- La síntesis de péptidos
- Síntesis de polímeros

### Otras herramientas
- Haz de Iones enfocado (FIB)
- Rugosímetro
- UV x y Espectroscopía de Fotoelectrones (UPS)
- Vibración De La Suma De La Generación De La Frecuencia

## Educación / Investigación
Al menos tres universidades ofrecen títulos de postgrado dedicados a la ingeniería molecular: la Universidad de Chicago, la Universidad de Washington, y la Universidad de Kioto. Estos programas son institutos interdisciplinarios con profesorado de varias áreas de investigación.
La revista académica Molecular Systems Design & Engineeringpublica investigaciones de una amplia variedad de áreas temáticas que demuestran "una estrategia de diseño u optimización molecular dirigida a la funcionalidad y el rendimiento de sistemas específicos."